# Mono-tó
A Mono-tó (angolul Mono Lake) egy lefolyástalan, mocsaras sós tó az Amerikai Egyesült Államokban, Kaliforniában, Mono megyében, Lee Vining település közelében.
A Mono-tó a Mono-medencében alakult ki, mely egy lefolyástalan medence, nincs kifolyása az óceán felé. Mivel a tónak nincs kifolyása, feldúsult benne a só, és lúgos lett a víz. Ez a sivatagi tó egy szokatlan ökoszisztéma része lett, a sórák kedvelt élőhelye, és ennek következtében milliónyi költöző madár látogatja a medencét, akik itt fészkelnek.
A tó környékén élnek a kutzadika indiánok, kik a tóban élő lugos légy lárváiból táplálékot nyertek. Korábban a tó vizét leterelték Los Angeles vízellátása céljából, de a helyi közösség ezt megakadályozta és jogi úton kényszerítették Los Angeles városát, hogy táplálja vissza a vizet.

## Geológia
A medence 5 millió évvel ezelőtt keletkezett vulkáni tevékenység nyomán. A Mono-tó 760 000 éve alakult ki egy nagyobb tó maradványaiból, mely egykor befedte Nevada és Utah mai területét. A legutóbbi jégkorszak idején a tó 270 méter mély lehetett.
Jelenleg a Mono-tó egy geológiailag aktív terület a Mono-Inyo kráterek vulkanikus láncolatában. A legutóbbi vulkánkitörés 350 éve volt, melynek nyomán képződött a Paoha-sziget.

## Limnológia
A tó közel 280 millió tonna oldott sót tartalmaz. A só koncentrációja függ a tó vízszintjétől, mely változó. 1941 előtt 50 gramm/liter volt a koncentráció (az óceánok vize 31,5 g/l). 1982-ben 99 g/l lett a tó szintjének csökkenése miatt. 2002-ben 78 gr/l volt és azt várják, hogy 69 gr/l szinten stabilizálódik.
A múltban a tó meromiktikus volt, vagyis kémiai rétegződést mutató tó volt, ahol nem keveredik az alsó sósabb réteg a felső kevésbé sós réteggel. A változásokat az 1994 és 2004 közötti elterelés okozta. Jelenleg a tó meromixis jellegű, vagyis a rétegek keverednek. Eredetileg a tó monomiktikus volt, ami azt jelenti, hogy évente legalább egyszer a mélyebb részek keveredtek a sekélyebb részekkel, és ezáltal oxigén és egyéb ásványok jutottak a mélybe.

## Állatvilág
A magas sótartalom és a lúgosság miatt (pH = 10) őshonos halak nem élnek a tóban. Sórákok (Artemia monica) egy faja endemikus élőlények a tóban. Egy melegebb nyári hónapban 4-6 billió rákocska lakik itt. Ezek a rákok emberi fogyasztásra alkalmatlanok, de a tavat látogató madarak egyik fő tápláléka. A sórákok mikroszkopikus algákat esznek. Az élelemlánc ezeken az algákon alapul. Márciusra zöldell a tó a sok algától. A lugos légy (Ephydra hians) a tó partjai mellett él, és betokozódik egy kis légbuborékba, ahol tojást rak le. Ezek a legyek fontos táplálékaik a költöző madaraknak, akik ide látogatnak.
Közel 2 000 000 vízimadár 35 faja látogatja a Mono-tó vizeit. Itt pihennek és fészkelnek.
Néhány idelátogató madárfaj: amerikai gulipán, ékfarkú lile, szalonkafélék, feketenyakú vöcsök, halaropus, vékonycsőrű víztaposó.
A költöző madarak mellett van néhány faj, akik hónapokat töltenek a tónál. A Nagy-sóstó után a Mono-tó a második legnagyobb költőhelye a kaliforniai sirálynak.

## Őshonos amerikaiak
A Mono-tó indiánjai az északi paiutékhoz tartozó kutzadikok. A kutzadikok takarmányozásra használták a lugos légy lárváit.
A “Mono” kifejezés a "Monachi"-ból ered, mely egy Yokut kifejezés azokra a törzsekre, akik a Sierra Nevada lankáin éltek.
Jelenleg a Mono Rezervátum Big Pine és Bishop környékén van, valamint Fresno megyében, Kaliforniában.

## Konzerválási erőfeszítések
A tavat többször is kiszáradás veszélye fenyegette (vízelterelés, stb.) A Kaliforniai Vízügyi Felügyelőség rendeletet adott ki a tó megmentésére és stabilizálásra 1994-ben. 1941-ben 1956 m volt a tó szintje (tengerszinttől), 2012-ben 1946 m volt. A cél: 1948 m vízszint stabilizálása, az időnkénti száraz évszakok ellenére is.

## Galéria
- Mono-tó
- Műholdkép
- Mono-tó
- Mono-tó, tufákkal
- Lugos légy
- Tufák a tónál

## Megjelenése a kultúrában
A Pink Floyd együttes Wish You Were Here (1975) albumborítóján látható fényképfelvétel a tónál készült: a The Diver című képen egy férfi fejest ugrik egy tóba, a felvételt Aubrey Powell, a Hipgnosis stúdió fotósa készítette.